# Les Trois Couronnes du matelot
Pour plus de détails, voir Fiche technique et Distribution.
Les Trois Couronnes du matelot est un film français réalisé par Raoul Ruiz, sorti en 1983.

## Synopsis
Un étudiant qui vient de tuer son protecteur rencontre, par une nuit brumeuse, un marin ivre qui lui promet de pouvoir l'aider à fuir en échange de trois couronnes. Commence alors le récit d'une étrange histoire...

## Fiche technique
- Titre : Les Trois couronnes du matelot
- Réalisation : Raoul Ruiz
- Scénario : François Ede et Raoul Ruiz
- Production : Paulo Branco, Maya Feuiette, Jean Lefaux, José Luís Vasconcelos
- Musique : Jorge Arriagada
- Photographie : Sacha Vierny
- Montage : Valeria Sarmiento et Pascale Sueur
- Pays de production :  France
- Format : Couleurs - 1,85:1 - Dolby Digital - 35 mm
- Genre : aventure, drame et fantastique
- Durée : 117 minutes
- Date de sortie : 5 octobre 1983

## Distribution
- Jean-Bernard Guillard : Le matelot
- Philippe Deplanche : L'étudiant
- Jean Badin : Un officier
- Nadège Clair : Maria
- Lisa Lyon : Mathilde
- Claude Derepp : Le capitaine
- Franck Oger : L'aveugle

## À noter
- L'intrigue semble basée sur le mythe d'el Caleuche, le bateau fantôme, de l'Île de Chiloé (Chili). Mais en plus de cela on retrouve l'idée des esprits et beaucoup de mythologie chilienne.
- Le film possède certains aspects surréalistes. Par exemple, les marins ont, sur le bateau, une quantité de nourriture quasi illimité, et mangent sans cesse, quand, dans le même temps, le sel est rare à bord et sujet à une contrebande. Or, dans la réalité, la situation est exactement inverse à bord d'un navire : le sel est souvent présent en abondance, et la nourriture peut venir à manquer.
- D'autre part, le travail important autour des couleurs, des éclairages, ou des décors, fait de ce film une œuvre plastique.